# Kristien De Proost
Kristien De Proost (30 maart 1972) is een Belgische actrice. Ze studeerde in 2000 af aan het Herman Teirlinck Instituut.
Kristien De Proost stond sinds haar afstuderen elk seizoen met meerdere stukken op de bühne. Met Karolien De Beck was ze de oprichter van het theatergezelschap Firma De Proost en De Beck & Zn. Ze speelden Uitdoofster Twee, een vervolg op hun afstudeerwerk De Uitdoofster. Met BRONKS speelt ze in 2008-2009 een tweede seizoen van In de meidoorn. Tegenwoordig behoort ze tot de artistieke kern van Tristero, waarmee ze recent meerdere seizoenen Abigail's Party, Iemand van ons, Living en Coalition speelde.
In haar laatste stuk, de monoloog Toestand (2013), brengt ze een indringend en schaamteloos zelfportret, geïnspireerd op de Franse auteur François de La Rochefoucauld.  Hiervoor wordt ze in 2013 genomineerd voor Het Theaterfestival, dat de markantste theatervoorstellingen van het seizoen bekroont.
Kristien De Proost was de muze van de in 2008 overleden auteur Jean-Marie Berckmans, die brieven aan haar publiceerde in Je kunt geen twintig zijn op de suikerheuvel.
Ze vormt sinds 2012 een koppel met acteur Josse De Pauw.

## Televisiewerk
In alle vijf de seizoenen van Kinderen van Dewindt speelt ze de rol van schoondochter Sonja Casteleyn, die een turbulente relatie heeft met Tom Dewindt (gespeeld door Pepijn Caudron) en is ze de moeder van Robbe (gespeeld door Aaron Defossez).
Ze speelde ook talrijke gastrollen in Witse, Vermist, De Ridder, Problemski Hotel, Professor T., Zie Mij Graag, The Best of Dorien B. en De Twaalf.